# Vortice (azienda)
Vortice S.p.A è un gruppo multinazionale che opera nei settori della ventilazione residenziale, commerciale e industriale e del trattamento dell’aria in generale.

## Storia
A soli 16 anni Attilio Pagani (1929-2010) inizia a fare esperimenti in una piccola cantina di viale Montenero, a Milano, dove il padre Ettore fa il lattoniere. Osservando una pentola in ebollizione, riesce nel tempo a realizzare pannelli composti con piastrelle in ceramica per cucine economiche, inventando così nel 1954 il primo aspiratore in resina termoindurente per cappe. Lo chiama "Vortice", il nome che avrebbe poi dato all'azienda. Nel 1955 produce la lucidatrice. Nel 1962 apre il primo vero stabilimento a Peschiera Borromeo, nel 1963 nasce Magicfilter, la prima cappa dotata di un filtro in carboncocco, materiale utilizzato nei sommergibili atomici per filtrare l'aria di ricircolo e nel 1964 i depuratori d'aria Vortonic, i primi in Italia. Nel 1969 compare nel logo dell'azienda la V a spirale, marchio studiato da Gigi Romeo.
Nel 1970 è avviata nel pugilato la prima sponsorizzazione sportiva, nello stesso anno Attilio Pagani è premiato con l'Ambrogino d'oro, nel 1972 apre lo stabilimento a Zoate di Tribiano con 160 dipendenti. Ed inizia l'espansione all'estero con l'apertura nel 1974 della filiale a Parigi e nel 1977 della filiale nel Regno Unito, nell'East Midland. Continuano ad essere realizzati anche prodotti innovativi: il bidone aspiratutto, i ventilatori a soffitto Nordik, il ventilatore da tavolo Ariante (otterrà nel 1979 il premio Compasso d'oro), il piccolo ventilatore personale progettato da Marco Zanuso che ottiene il Compasso d'oro.
Nel 2010 scompare il fondatore, diventa presidente Carlo Pagani che, nonostante la coincidenza dell'omonimia, non è parente di Attilio ma è dal 1972 socio e amico fraterno, mentre la guida dell'azienda è affidata ad Angelo Ghitti ed in seguito a Stefano Guantieri. Nello stesso anno l'azienda entra nel settore della ventilazione industriale per grandi impianti rilevando nel veronese la Loran, fondata nel 1994. Nel 2012 la società costituisce in Costa Rica, a San José, la Vortice Latam come centro di coordinamento per l'attività nel Centro e Sud America, nel 2013 apre un centro in Cina, a Changzhou, dedicato al mercato cinese.
Nel 2015 lascia la presidenza Carlo Pagani, al suo posto è nominato Andrea Sacha Togni ; successivamente nel 2023 viene eletto come nuovo presidente Carlo Pietro Pagani. 
Nel settembre 2019 l'azienda acquisisce il controllo della società catalana Ventilacion Industrial Ind, specializzata in macchinari di aspirazione industriale, e dello storico marchio CASALS.